# William R. Buck
William Russel Buck (* 27. Dezember 1950 in Jacksonville, Florida) ist ein US-amerikanischer Bryologe. Sein offizielles botanisches Autorenkürzel lautet „W.R.Buck“
Buck studierte an der University of Florida mit dem Bachelor-Abschluss 1972 sowie dem Master-Abschluss 1974 und wurde 1979 an der University of Michigan in Ann Arbor promoviert. Seit 1979 ist er am New York Botanical Garden, ab 1986 als Kurator für Bryophyten und ab 2000 als Senior Curator. Er ist auch ab 1986 Adjunct Professor an der City University of New York.
Er war zu Feldstudien in weiten Teilen Nord-, Süd- und Mittelamerikas und der Karibik. Seit 1988 ist er Herausgeber der Memoirs of the New York Botanical Garden und außerdem Herausgeber von North American Flora, Tropical Bryology und Nova Hedwigia.
Er ist Erstbeschreiber der nach dem Bryologen Jakob Juratzka benannten Moos-Gattung Juratzkaeella Buck 1977.